# Пратс, Жоан
Жоан Пратс (Joan Prats) — каталанский арт-промоутер, близкий друг Жоана Миро.
Жоан Пратс родился в 1891 году в семье торговцев шляпами. Он учился на художника в Escola de la Llotja, где и познакомился с Жоаном Миро, тоже учившемся там.
Пратс организовал выставки ведущих иберийских художников, таких, как Сальвадор Дали, Пабло Пикассо, Александр Колдер и Жоан Миро. Он также сотрудничал с Паулем Клее, Максом Эрнстом, Жосепом Висенсом Фойш-и-Масом и Жоаном Бросса.
Пратс вместе с Хосепом Льюисом Сертом и Джакомо Гомисом образовали творческую группу ADLAN.
Фиро совместно с Пратсом основал свой фонд, галерея которого в Барселоне известна как Фонд Жоана Миро.